# Besoin en fonds de roulement normatif
Un besoin en fonds de roulement normatif est une moyenne de BFR reflétant un besoin structurel de la politique de stockage et de délai du crédit inter-entreprises, c'est-à-dire le crédit client accordé et le crédit fournisseur obtenu, et calculé sur flux supposés réguliers. Alors que le besoin en fonds de roulement est un besoin financier qui résulte du décalage entre les sorties et les entrées d'argent provoquées par l'exploitation de l'entreprise.

## Enjeux du besoin en fonds de roulement normatif
Contrairement à l'approche bilantielle du Besoin en fonds de roulement (à la date de la photo du bilan), une approche normative peut être adoptée pour calculer un BFR moyen.
Cette méthode de calcul consiste à valoriser les décalages de flux (encaissements clients et décaissement fournisseurs) en fonction des conditions négociées et valoriser le stock moyen nécessaire à l'exploitation. Elle considère le chiffre d'affaires hors taxes comme norme d'évaluation du besoin en fonds de roulement. Ainsi, chaque composante du BFR est calculée par le produit du coefficient de structure et la durée d'écoulement. Le coefficient de structure appelé aussi coefficient de pondération représente la valeur du besoin (exemple: stock, créances client, etc.) rapportée par le chiffre d'affaires hors taxes prévu. Le temps d'écoulement représente le délai accordé ou obtenu pour tout encaissement ou décaissement futur.

## Caractéristiques du besoin en fonds de roulement normatif
Le BFR normatif n'est pas adapté aux activités saisonnières.
- Il faut élaborer un tableau listant pour tous les postes du bilan susceptibles de générer du BFR, les durées moyennes d'écoulement, le coefficient de pondération lié et en déduire les besoins et dégagements (en jours de chiffre d'affaires Hors taxe). Pour cela, il est nécessaire de connaître :
  - Les délais d’écoulement de chacun des postes composant le BFR (durées de stockage et délais de paiement)
  - Les coefficients de pondération de chacun des postes par rapport au CA HT (structure des coûts)
  - Les délais de chaque poste sont convertis grâce  aux coefficients de pondération en nombre de jours de CA HT